# Derek Kevan
Derek Kevan   (Ripon, 6 de març de 1935 - Birmingham, 4 de gener de 2013) fou un futbolista anglès de les dècades de 1950 i 1960.
Fou 14 cops internacional amb la selecció de futbol d'Anglaterra amb la qual participà a la Copa del Món de Futbol de 1958 i a la Copa del Món de Futbol de 1962.
Pel que fa a clubs, defensà els colors de West Bromwich Albion FC, i Manchester City FC.